# Claudio Undari
Claudio Undari (Partanna, 1935. január 12. – Róma, 2008. május 12.) olasz (szicíliai) színész, segédrendező, aki elsősorban ismert krimikben és spagettiwesternekben játszott.

## Életrajza
A Délnyugat-Szicíliában született Undari leggyakrabban Robert Hundar néven szerepelt a filmekben. Undari nem mindennapi megjelenésű színész volt fess, erős testalkatával, s magabiztosságot sugárzó, négyzetes arcával és magas homlokával. Egyszerre játszott a filmekben hol pozitív hőst, hol pedig cinikus, törtető bűnözőt.
A magánéletben kifejezetten kedves embernek tartották, ezért sokak előtt nagyon népszerű volt, ehhez hozzátett, hogy nem pusztán csak játékfilmek érdeklik, hanem a dokumentáló filmek is.

## Munkássága
Színészi fénykora a 60-as, 70-es évekre tehető, amikor az olasz krimi és makaróniwestern virágzott. Az első spagettiwesterneknek is főszereplője volt, nem véletlenül. Ezek az első alkotások Sergio Leone koráig ugyanis többnyire még epigonjai voltak az amerikai westerneknek, ennek jegyében az olasz rendezők az amerikai stílust követték. Undari a maga temperamentumával tökéletesen passzolt az amerikai képbe. Jóllehet ezek az első spagettiwesternek nem voltak sikeresek a maguk idejében, de később már kultuszfilmé lettek. 1967-ben készült a már több sikerrel vetített Egy ember és egy pisztoly (Un uomo e una colt) c. vadnyugati film Claudio Undari és Fernando Sancho főszereplésével, ahol megmutatkoztak Undari képességei. Undari sokáig Spanyolországban élt, az 1960-as években még főleg westernek tették ki filmográfiáját.
A következő években még sok más westernben, krimiben és komédiában szerepelt. 1971-ben ismét főszereplője volt a Condenados a vivir c. spanyol westernnek. Joaquín Romero Marchent filmje nem tartozik ma sem a népszerű spagettiwesternnek, közé, inkább csak Spanyolországban van nagy kultusza. A film túlságosan is horrorisztikusra sikeredett (ami természetesen nem Marchent érdeme), egyedül Undari alakítása és megjelenése az, ami kifogástalan ebben a filmben. Mikorra a műfajnak már jórészt befellegzett, Undari is visszatért Olaszországba.
Undari Bud Spencer és Terence Hill néhány filmjében is kapott mellékszerepeket. Spencerrel A sheriff és az idegenek c. vígjátékban a földönkívüliek szinte rezzenéstelen arcú vezérének szerepében van. Undari ezenkívül segédrendezőként is működött, dokumentumfilmekben. 2004-ben volt utolsó filmszerepe A zűrzavar három napja (Tre giorni d'anarchia) c. filmben, ahol a mellékszereplők között Terence Hill is ott volt. Utána már csak színházban lépett fel. Római otthonában érte a halál, hetvenhárom éves korában.

## Fordítás
- Ez a szócikk részben vagy egészben  a   Claudio Undari című olasz Wikipédia-szócikk fordításán alapul.  Az eredeti cikk szerkesztőit annak laptörténete sorolja fel. Ez a jelzés csupán a megfogalmazás eredetét és a szerzői jogokat jelzi, nem szolgál a cikkben szereplő információk forrásmegjelöléseként.